# ケン・ハワード (俳優)
ケン・ハワード（Ken Howard, 1944年3月28日 - 2016年3月23日）は、アメリカ合衆国出身の俳優。SAG-AFTRA代表。

## 人物
1968年にブロードウェイの舞台でキャリアをスタートさせる。
2009年に映画俳優組合の代表に選ばれ、2011年に再選。2012年に映画俳優組合が米国テレビ・ラジオ芸能人組合と合併し、SAG-AFTRAとなった後はロバータ・リアドンとともに共同代表となる。2013年の代表選ではイーサイ・モラレスを破り、代表に再任した。

## 出演作品

### テレビ
- クローザー
- リーガルに恋して
- 弁護士イーライのふしぎな日常
- コールドケース6
- ダーティ・セクシー・マネー
- ボストン・リーガル
- ブラザーズ&シスターズ
- LAW & ORDER:性犯罪特捜班
- HUFF〜ドクターは中年症候群
- ザ・オフィス
- ゴースト 〜天国からのささやき
- 女検死医ジョーダン（マックス・カバナー）
- ラリーのミッドライフ★クライシス
- ザ・プラクティス ボストン弁護士ファイル
- ザ・ホワイトハウス
- メルローズ・プレイス
- ダイナスティ

### 映画
- ベストマン -シャイな花婿と壮大なる悪夢の2週間-（エド・パーマー）
- ジャッジ 裁かれる判事（ウォーレン判事）
- 禁断のケミストリー（ウォルター・ビショップ）
- J・エドガー（ハーラル・フィスク・ストーン最高裁長官）
- グレイ・ガーデンズ 追憶の館（フィーラン・ビール）
- ランボー/最後の戦場（アーサー・マーシュ）
- フィクサー
- 夢駆ける馬ドリーマー
- イン・ハー・シューズ
- パーフェクト・マーダー
- アット・ファースト・サイト/あなたが見えなくても
- エア・リベンジャー/撃墜
- オプ・センター
- ザ・インターネット
- 真夜中の記憶
- アガサ・クリスティ/殺しのブラウン・スーツ
- 運命の扉
- 天使の自立
- パワフル・エイミーの裏表私生活
- スーパーボウル/殺意のファイナルゲーム
- ロザリー 残酷な美少女（ヴァージル）
- 男と女のあいだ
- 愛しのジュニー・ムーン